# Chiesa di San Bartolomeo (Leivi)
La chiesa di San Bartolomeo è un luogo di culto cattolico situato nella frazione di San Bartolomeo, in via Miramare, nel comune di Leivi nella città metropolitana di Genova. La chiesa è sede della parrocchia omonima del vicariato di Chiavari-Lavagna della diocesi di Chiavari.

## Storia

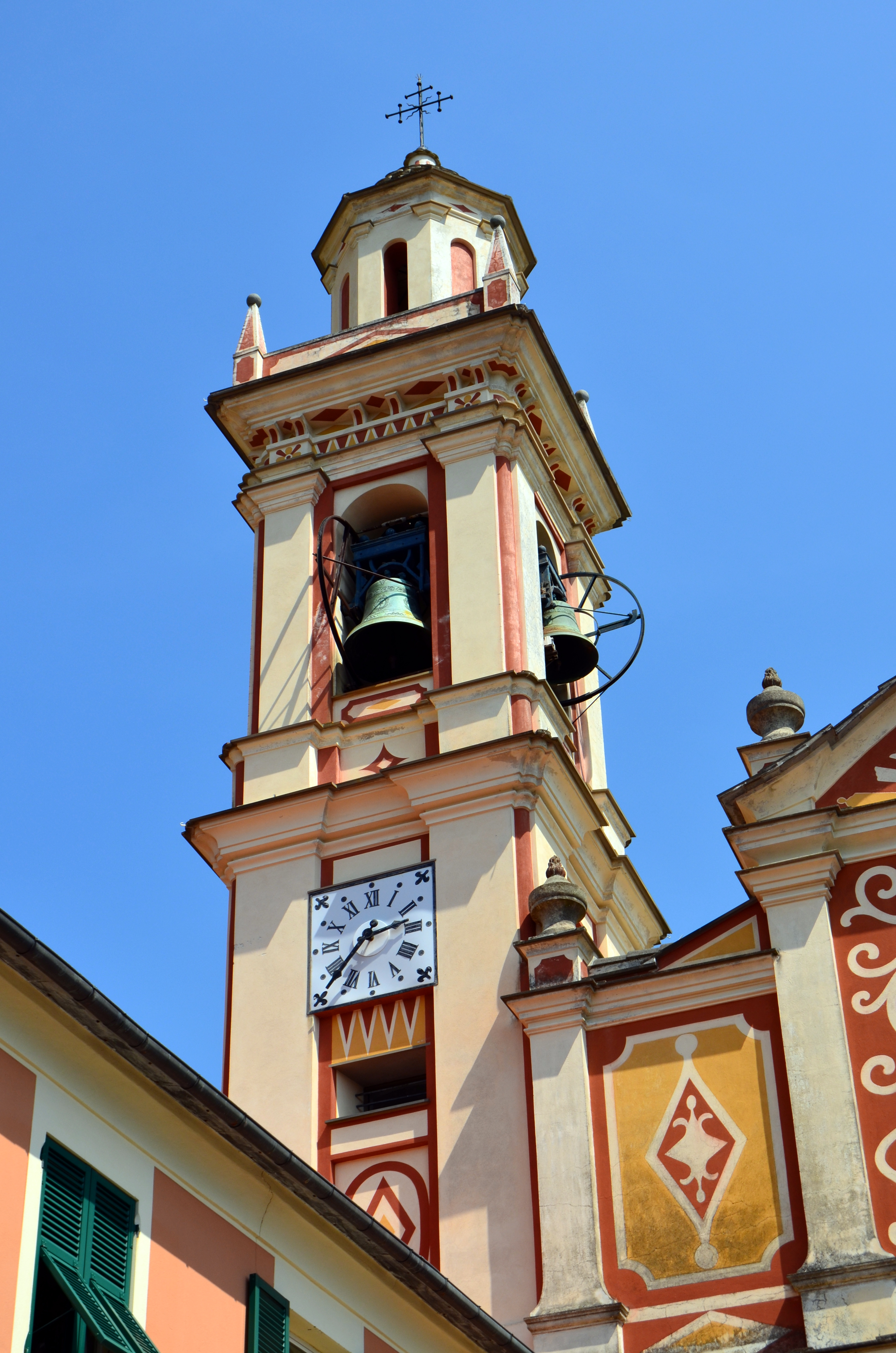
Particolare del campanile

Secondo alcune testimonianze storiche la precedente struttura religiosa fu legata al santo Michele Arcangelo. Il toponimo esatto era quello di prioria di San Michele del Bosco. Ancora oggi non si conosce la datazione esatta dell'erezione di tale chiesa e il successivo cambiamento di intitolazione verso san Bartolomeo.
La chiesa come prioria monastica coinvolgeva le comunità di San Rufino di Leivi, di San Tommaso del Curlo di Leivi e di San Pietro di Sampierdicanne (Chiavari).
Di pregio è l'antistante piazzale in ciottolato policromo - la tecnica per la sua preparazione è detto risseu - risalente al XIX secolo e selciato caratteristico di molte chiese liguri.

## Descrizione
All'interno sono conservate le opere Adorazione dei Magi nel presbiterio e di pittore ignoto della seconda metà del XVI secolo, il Cristo incoronato di spine della prima metà del Cinquecento e la Madonna con il Bambino, i Santi Rocco, Lazzaro e un donatore del XVIII secolo di pittore genovese.